# Acontios et Cydippe
Pour les articles homonymes, voir Cydippe.

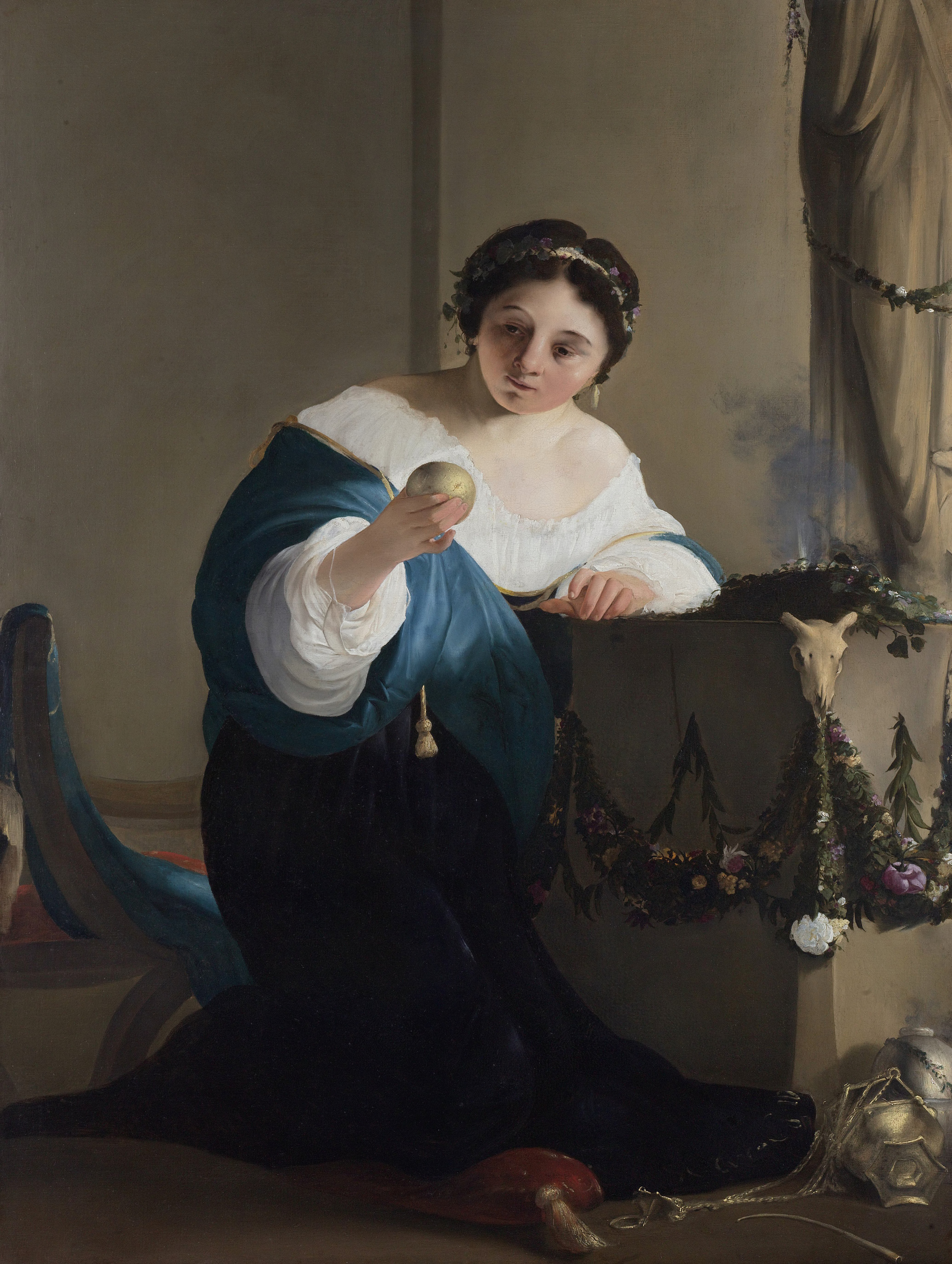
Cydippe avec la pomme d'Acontios, huile sur toile de Paulus Bor, datée entre 1620 et 1669 et conservée au Rijksmuseum Amsterdam.

Dans la mythologie grecque, Acontios (ou Aconce) est un jeune homme originaire de l'île de Céos, et Cydippe une jeune fille originaire d'Athènes.

## Mythe
Callimaque dans ses Aitia (Causes) cite l'historien Xénomédès de Céos, de la première moitié du Ve av. J.-C. comme la source de cette légende.
Acontios et Cydippe font tous deux le voyage à Délos pour les fêtes d'Artémis. Là, Acontios tombe amoureux de Cydippe.
Pour que la jeune femme devienne sienne, Acontios cueille un coing (ou une pomme) sur lequel il grave la phrase suivante « Je jure par le temple d'Artémis de me marier avec Acontios » et le lance pour qu'il roule jusqu'aux pieds de la jeune femme. Cette dernière assise sur les marches du temple ramasse le fruit et lit à haute voix ce qui est inscrit. Or, lire un serment dans un temple ou à proximité de ce dernier signifie prendre le dieu ou la déesse à témoin et implique par conséquent la volonté de le voir se réaliser. Comprenant le sens des mots qu'elle avait prononcé, Cydippe jette au loin le fruit mais elle se trouve désormais liée à Acontios.
Une fois les fêtes religieuses de Délos terminées, tous rentrèrent dans leur patrie respective : Acontios, brûlant de passion, à Céos et Cydippe à Athènes où elle était fiancée à un jeune homme de la haute société.
Son père commence alors à préparer les fêtes du mariage mais Cydippe tombe si gravement malade que les fiançailles sont remises à plus tard.
Acontios quant à lui, qui entend cette nouvelle, accourt à Athènes pour prendre des nouvelles de sa bien-aimée. Il montre une telle inquiétude pour la jeune femme qu'il cherche à prendre des nouvelles de son état heure par heure au point qu'il suscite l'intérêt de toute la cité et son amour devient le sujet de conversation de tous au point de répandre une rumeur dans toute la ville : il aurait empoisonné Cydippe.
À la troisième attaque du mal qui rongeait la jeune fille, le père se décide à consulter l’oracle de Delphes qui lui révèle l’existence du serment et lui conseille d’honorer l’engagement de sa fille. Interrogée, Cydippe confesse toute l’histoire. Le père s'informe alors de la condition d'Acontios qui ne lui paraît pas indigne pour sa fille et lui accorde ainsi sa main.

### Sources
- Aristénète, Lettres d'amour (I, 10).
- Callimaque de Cyrène, Cydippe (passim).
- Ovide, Art d'aimer [détail des éditions] [lire en ligne] (I, 455-456), Héroïdes [détail des éditions] [lire en ligne] (XX et XXI).